# Wilhelm-Ernst-Kriegskreuz
Das Wilhelm-Ernst-Kriegskreuz wurde am 10. Juni 1915 durch Großherzog Wilhelm Ernst von Sachsen-Weimar-Eisenach zusätzlich zum Hausorden vom Weißen Falken mit gekreuzten Schwertern gestiftet. 

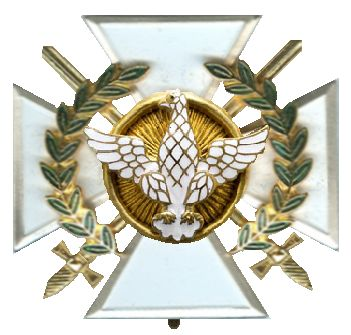
Wilhelm-Ernst-Kriegskreuz

Es war für Angehörige seines Regiments, des Infanterie-Regiments „Großherzog von Sachsen“ (5. Thüringisches) Nr. 94, sowie für Offiziere, Unteroffiziere und Mannschaften dieses Verbandes bestimmt, die während der Mobilmachung anlässlich des Ersten Weltkriegs zu anderen Truppenteilen übergetreten waren. Außerdem konnten Staatsangehörige des Großherzogtums, die in anderen Teilen der bewaffneten deutschen Macht dienten und schon mit dem Eisernen Kreuz ausgezeichnet waren, beliehen werden.
Das Ordenszeichen besteht aus einem silbernen, weißemaillierten Kreuz, auf dessen goldenem Medaillon sich der weiße Falke befindet, dessen Flügel darüber hinausragen. Über den Seitenbalken ist ein grüner Lorbeerkranz gelegt, durch die Mitte sind Schwerter gekreuzt.
Das Kreuz ist dem Hausorden angeschlossen und wurde als Steckkreuz auf der Brust getragen.